# Psychotria peduncularis
Psychotria peduncularis är en måreväxtart som först beskrevs av Richard Anthony Salisbury, och fick sitt nu gällande namn av Julian Alfred Steyermark. Psychotria peduncularis ingår i släktet Psychotria och familjen måreväxter.

## Underarter
Arten delas in i följande underarter:
- P. p. angustibracteata
- P. p. ciliatostipulata
- P. p. guineensis
- P. p. hypsophila
- P. p. ivorensis
- P. p. nyassana
- P. p. palmetorum
- P. p. peduncularis
- P. p. rufonyassana
- P. p. semlikiensis
- P. p. suaveolens
- P. p. tabouensis